# Koppa
Koppa (gr. κόππα, pisana Ϙϙ lub Ϟϟ) – litera alfabetu greckiego, obecnie nieużywana w tym języku. W greckim systemie liczbowym oznacza liczbę 90. W alfabecie koppa znajdowała się między san a rho.

## Wymowa
Literę czytano jak /q/.

## Kodowanie
W Unicode litera jest zakodowana:
| Znak | Unicode | Kod HTML            | Nazwa unikodowa                    | Nazwa polska                          |
| ---- | ------- | ------------------- | ---------------------------------- | ------------------------------------- |
| Ϙ    | U+03D8  | &#x03D8; lub &#984; | GREEK CAPITAL LETTER ARCHAIC KOPPA | archaiczna wielka litera grecka koppa |
| ϙ    | U+03D9  | &#x03D9; lub &#985; | GREEK SMALL LETTER ARCHAIC KOPPA   | archaiczna mała litera grecka koppa   |
| Ϟ    | U+03DE  | &#x03DE; lub &#990; | GREEK CAPITAL LETTER KOPPA         | wielka litera grecka koppa            |
| ϟ    | U+03DF  | &#x03DF; lub &#991; | GREEK SMALL LETTER KOPPA           | mała litera grecka koppa              |

W LaTeX-u używa się znacznika:
| Znak                              | LaTeX  |
| --------------------------------- | ------ |
| {\displaystyle \mathrm {\Coppa} } | \Coppa |
| {\displaystyle \mathrm {\coppa} } | \coppa |
| {\displaystyle \mathrm {\Koppa} } | \Koppa |
| {\displaystyle \mathrm {\koppa} } | \koppa |